# ژاکلین توکسوپه
ژاکلین توکسوپه (انگلیسی: Jacqueline Toxopeus؛ زادهٔ ۱۱ دسامبر ۱۹۶۴) بازیکن هاکی روی چمن اهل پادشاهی هلند است.